# 紅娘的異想世界之在西廂
紅娘的異想世界之在西廂（英文：The Doppelgänger）是一部由「非常林奕華」製作，在2011年公演的舞台劇，故事改編自古典名著《西廂記》，以現在大都會裡豪門望族的感情生活，及現代人依賴博客等社交網絡服務作為主題，為紀念「非常林奕華」創立20周年的劇目之一，另一齣為同年10月公演的舞台劇《賈寶玉》。
本劇為劉若英繼《半生緣》後第二次參演「非常林奕華」的舞台劇，其他主要演員包括王耀慶、時一修、戴旻學等，並加入趙逸嵐、楊芷纓、朱育宏及黃俊傑等4名通過「2011非常林奕華港台兩地演員甄選」的新成員。本劇同以德語「The Doppelgänger」為名，意即分身。

## 創作背景
2011年充斥着豪門與名星感情生變的娛樂新聞，還有全球關注的劍橋公爵威廉王子與凱特·米德爾頓的婚禮，令林奕華構思到現代男婚女嫁必須徵得公眾輿論同意的扭曲現象，以此作為本劇劇本大綱。
本劇創作團隊在2011年4月14日於北京開始構思劇本，解讀《西廂記》的戲劇精髓，重新處理所有細節，把創作者的意志與思考，與原著結合，而現代人崇尚「麻雀變鳳凰」的神話，團隊認為每個人都是「鶯鶯命紅娘命」，夢想被追求與欣賞，但只能做到卻是親力親為，巧妙周旋為自己尋找如意郎君，於是把現代的紅娘與鶯鶯塑造成同一個人。張生也從迎娶豪門，改變為入贅豪門的才子。
創作團隊也留意到現代人都是「資訊機器人」，在網路上輕易結識陌生人、可以註銷ID而代替肉體的自殺、可以把對手的醜聞發布網上，發動人肉搜索等，而博客也成為每個人的後花園，社交網絡服務網站成為每個人的櫥窗。在網路年代，每個人都生活在一個沒有隱秘，而隨時可被外人論斷的「愛在圍觀的時代」。
編劇陳立華經過討論後，以一個月時間完成7多萬字的原始劇本，分為「我日思夜想的愛情」、「在西廂」及「愛情驅魔人」三部，講述一個有恐婚症而企圖悔婚的女作家，從書寫的博客與小說內容，跟筆下人物的各種奇特關係，以剖析現代社會許多扭曲現象，到第三部女作家回歸現實，把每個人背後的意識形態逐一分解與對治，從而認識自己。

## 故事大綱
任職律師行女助理的紅娘，一直暗戀上司張君瑞，但被對方視為「哥兒」，自認「真的嫁不出」的她只能默默支持他的生活，包括協助他應酬那些到處留情的名模女友。張君瑞後來跟她透露自己夢中情人是豪門千金崔鶯鶯，正好是紅娘的小學同學，紅娘為圓張君瑞一心入贅豪門的夢想，於是決定為他出謀獻策，而崔鶯鶯本身被崔母所逼，要她嫁予旅居日本的表哥張恆，因不堪母親的約束，於是要求紅娘協助她找男人失身並私奔，紅娘答應，而崔母則希望收買紅娘，好讓她遊說鶯鶯答應嫁給張恆。
崔母決定在大宅內舉辦以《西廂記》為題的化妝舞會，賓客們都必須扮演《西廂記》內的角色，並希望找機會對外公布鶯鶯與張恆訂婚的消息，而張君瑞在紅娘的協助下赴會，並聯絡傳媒大亨老崔以博客短片《愛在圍觀進行時》直播盛會，以防範崔家重金禮酬的公關Michelle 衛。崔母突然宣布化妝舞會進入比武招親的環節，眾賓客先後比試，最後張君瑞成功以「待月西厢下，迎风户半开；拂墙花影动，疑是玉人來」詩句，征服了鶯鶯的心。突然，老崔告知賓客表明自己是孫飛虎的真正身份，竄改了紅娘原先寫的「故事」，把每名賓客最重要的東西劫走，更把紅娘真正身分揭光，原來她才是真正的崔鶯鶯，張君瑞直認鶯鶯把他「嫁入豪門」是一場騙局，從此與她一刀兩絕。
原來這只是豪門閨秀崔鶯鶯以六個月時間編寫、虛構出來的半自傳小說《在西廂》，藉虛構角色紅娘，發泄對個人處境、情感與未來生活的種種異想。為免讀者誤把虛構故事信以為真，崔夫人買斷了《在西廂》的版權，並悉數把印行的小說銷毀。鶯鶯自感無法離開母親、家族傳統的束縛，正愁着面臨逼婚之際，張恆登門探望崔家，把兩人訂婚的紅寶石介指退回鶯鶯。此時鶯鶯突然發現，眼前的張恆正像自己想像的理想對象。

## 分場表

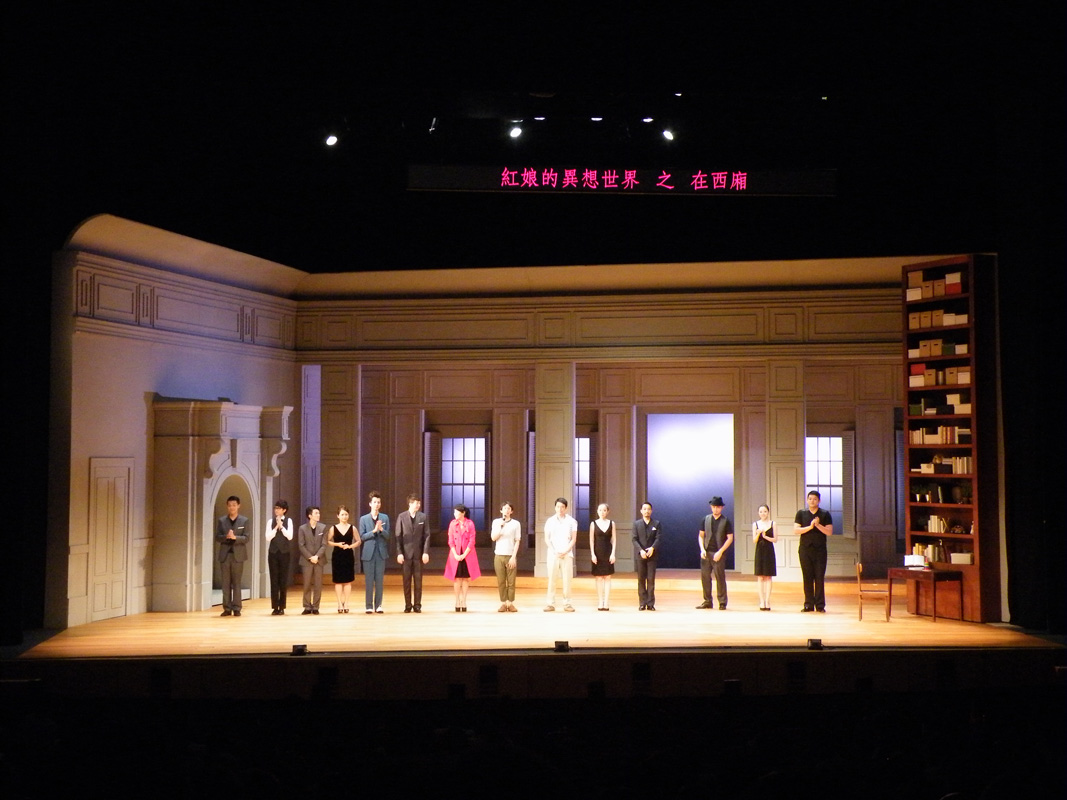
《紅娘的異想世界之在西廂》佈景

第一部：在豪門
第1場：男人和女人可以做朋友？
第2場：女人跟女人一定是閨密？
第3場：女兒跟媽媽只能是敵人？
第4場：男人會為愛的女人打架？
第二部：在西廂
第5場：比武招親
第6場：孫飛虎搶親
第三部：在海邊
第7場：母與女
第8場：夫與妻
第9場：父與女
第10場：你與我

## 演員表
- 劉若英 飾 崔鶯鶯、《在西廂》中紅娘[6]

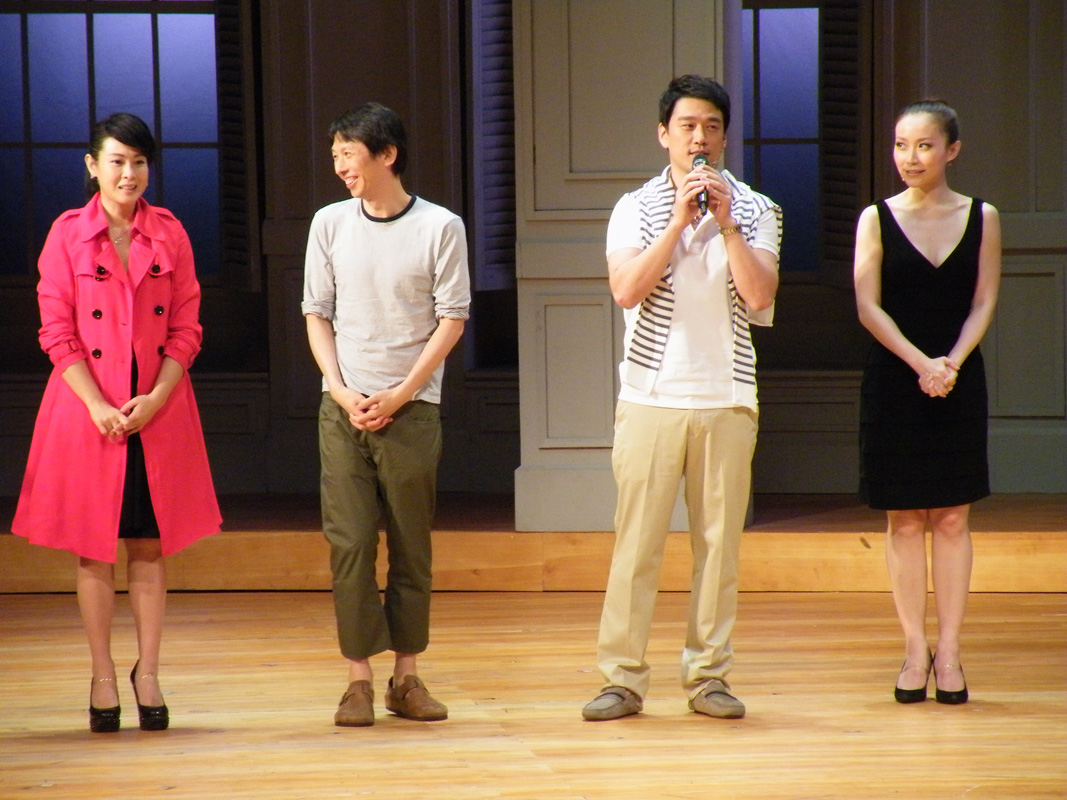
《紅娘的異想世界之在西廂》的男女主角及導演林奕華，左起劉若英、林奕華、王耀慶及周姮吟

- 王耀慶 飾 鄭恆、丈夫（張君瑞）、《在西廂》中張君瑞[7]
- 周姮吟 飾 妻子（崔鶯鶯）、路人、《在西廂》中崔鶯鶯
- 韋以丞 飾 路人、《在西廂》中崔夫人的分身、老崔、孫飛虎
- 時一修 飾 路人、崔夫人
- 趙逸嵐 飾 路人、警察、男僕、《在西廂》中崔鶯鶯的分身、杜確
- 戴旻學 飾 路人、《在西廂》中崔夫人的分身、賓客
- 彭浩秦 飾 路人、法本、《在西廂》中張君瑞的律師同事
- 陳恭銘 飾 路人、崔父、《在西廂》中崔夫人的分身、衛國公
- 吳佳雯 飾 路人、警察、《在西廂》中張君瑞的女友、崔鶯鶯的同事、Michelle 衛
- 楊芷瓔 飾 路人、妻子（崔鶯鶯）的分身、《在西廂》中張君瑞的女友、崔鶯鶯的分身、化妝舞會扮演鶯鶯的賓客
- 朱育宏 飾 路人、《在西廂》中崔夫人的分身、藍寶堅尼跑車、歡郎
- 黃俊傑 飾 路人、《在西廂》中鄭恆

## 評價及影響
有評論認為本劇劇本與電影《潛行凶間》一樣，令觀眾分不清幻想與現實，以層層遞進、環環相扣的超複雜結構，對男女關係的探討，對現代人生活方式的反思，以及對社會現象的剖析等。與林奕華以往的作品一樣，《在西廂》承載大量當下流行的元素，比如微博，《西廂記》最出名的就是張生和崔鶯鶯約會的後花園，劇中設計了一個影射張朝陽的媒體大亨孫飛虎的角色，借他之口說出“微博就是現代人的後花園”。比如比武招親一段，比的不是武而是口才，一個出招「查你ID」，另一個應對「我翻牆」，一個出招「灌水」，另一個出絕招「爆菊」、「給力」等網絡熱門詞匯源源不斷從演員口中爆出，充分體現出林奕華想要借這部戲「跟觀衆談談當下社會」的意圖。
本劇獲2012年壹戏剧大赏「年度最佳導演」(林奕華)、「年度最佳女主角」(劉若英)，另提名「年度大戏」。

## 外部連結
- 官方網站
- 官方facebook網站